# Resíduo inerte

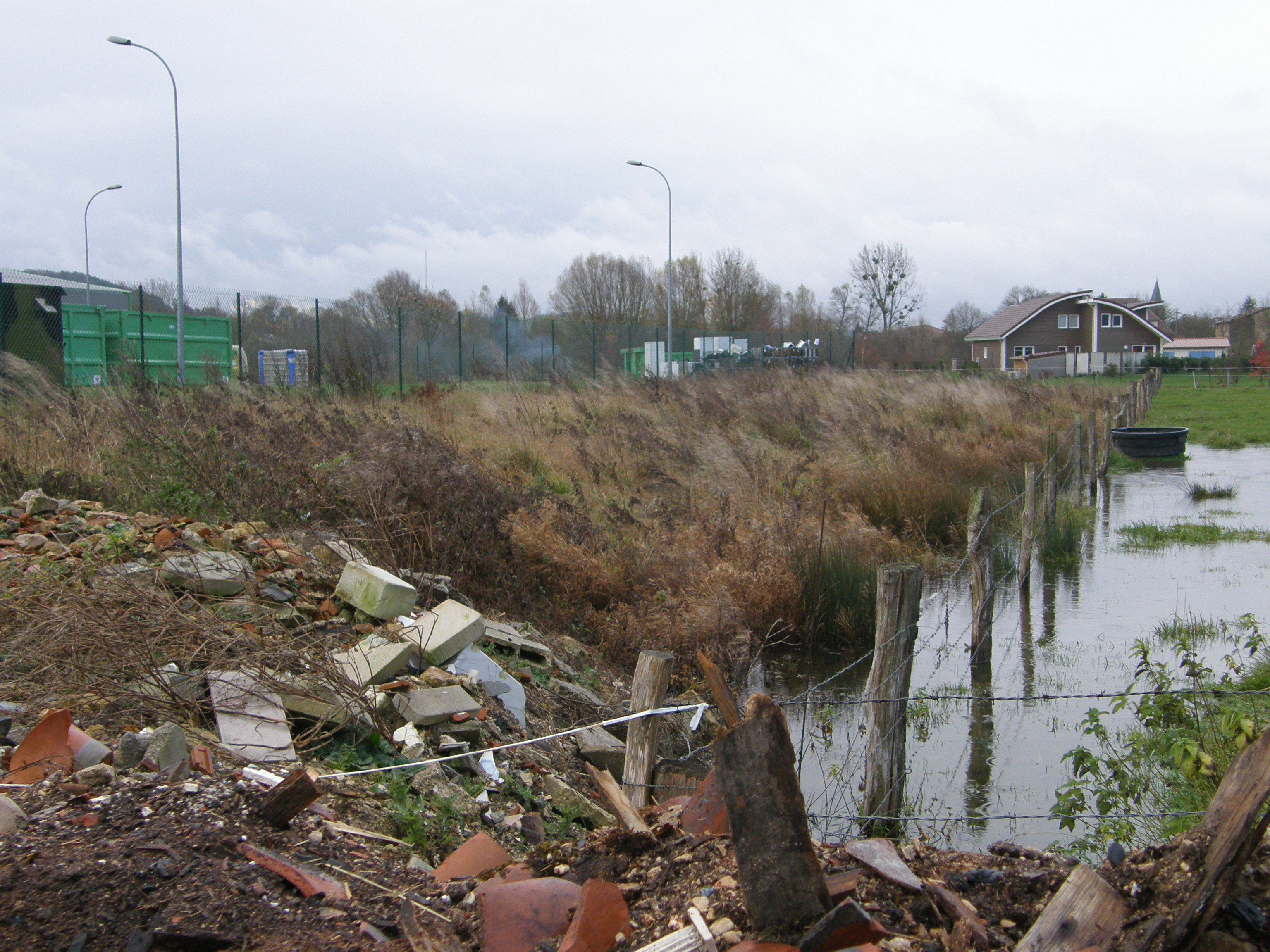
Um exemplo de resíduo inerte

Resíduo inerte é um tipo de resíduo que devido as suas características e composição físico-química não sofre transformações físicas, químicas ou biológicas de relevo, mantendo-se inalterados por um longo período de tempo. De acordo com a legislação, os resíduos inertes estão aptos a serem depositados em aterros sanitários.